# 오이오차

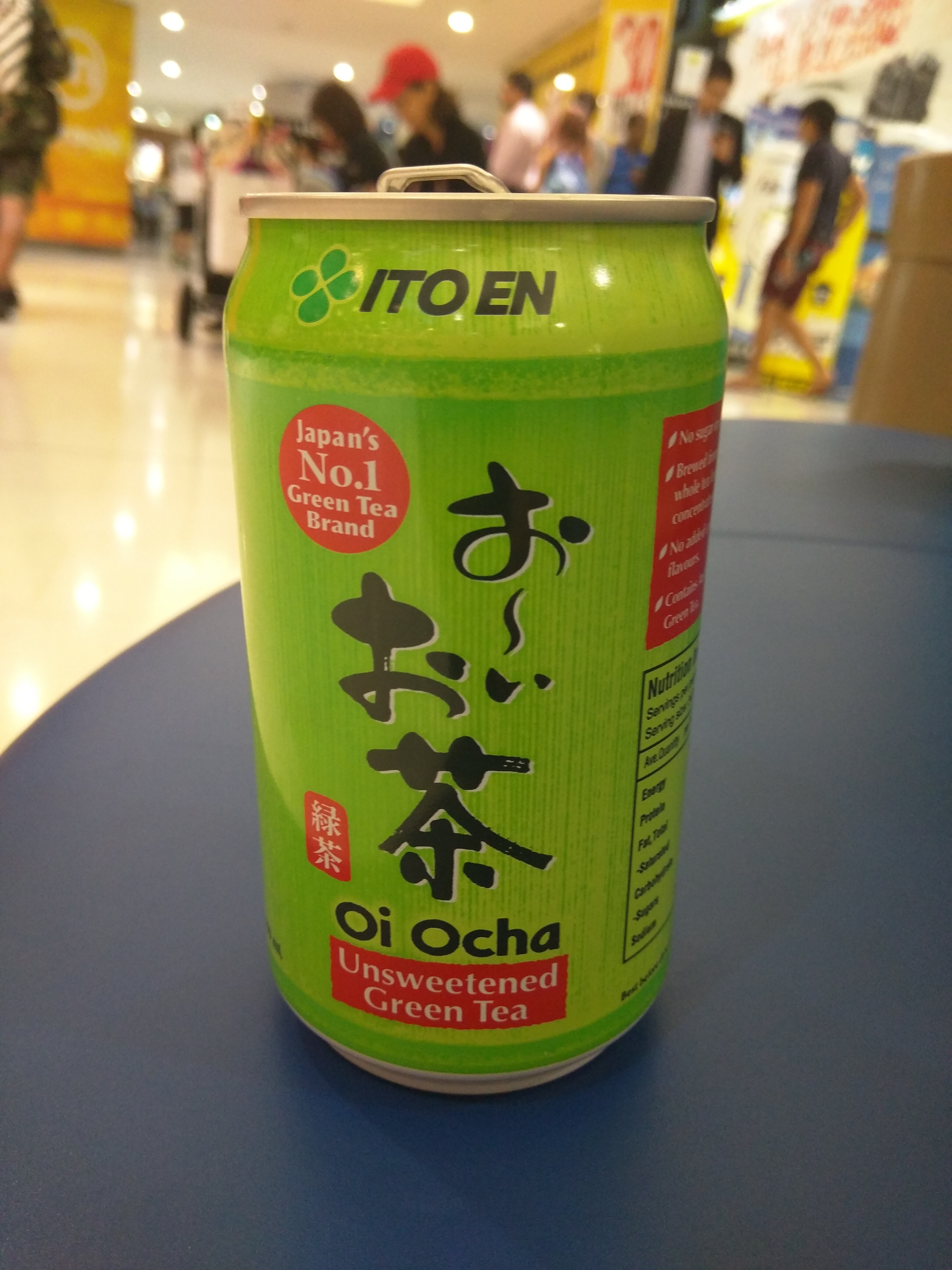
오이오차 캔

오이오차(일본어: お〜いお茶, 영어: Oi Ocha)는 일본의 이토엔이 제조 및 판매하고 있는 녹차 등 차계 음료 또는 차잎 제품의 브랜드명이다.
녹차 외에도 맛이 짙은 호지차 등 다양한 종류가 있으며 기간 한정이나 계절 한정 상품도 많이 존재한다. 녹차 브랜드로는 산토리의 이에몬, 기린 베버리지의 나마차, 일본 코카콜라의 아야타카 등의 상품이 있는 녹차 음료 시장에서 40% 정도의 점유율을 가지고 있다.